# سعد كنعان
سعد كنعان (13 يناير 1980 -)، ممثل ومدير إنتاج كويتي. بدأ التمثيل بمسلسل القرار الأخير بعام 1997. عرف بالأدوار الصغيرة، كما اشتهر بجملة تكررت معه بأكثر من عمل فني هي «أتفضل معانا المخفر».

## أعماله

### المسلسلات
| سنة الإنتاج | المسلسل                | بمشاركة                                                                                       |
| ----------- | ---------------------- | --------------------------------------------------------------------------------------------- |
| 1997        | القرار الأخير          | محمد المنصور، حسين المنصور، جاسم النبهان، أحلام محمد                                          |
| 1998        | سينمائيات              | عبد العزيز المسلم, إنتصار الشراح                                                              |
| 1999        | مسرحيات 2000           | أحمد العونان, أحمد إيراج, خالد العجيرب, زهرة عرفات, طارق العلي                                |
| 2000        | الاختيار               | جاسم النبهان, خالد أمين, زهرة الخرجي, زهرة عرفات, عبد الله الباروني                           |
| 2000        | سوق المقاصيص           | أحمد السلمان, خالد أمين, عبير أحمد, مشاري البلام                                              |
| 2002        | كافيه بوعزوز           | جاسم النبهان, باسم عبد الأمير, ليلى السلمان, زهرة عرفات, هدى إبراهيم                          |
| 2003        | الحيالة                | مشاري البلام, إلهام الفضالة, محمد الصيرفي, يعقوب عبد الله                                     |
| 2003        | صمت السنين             | حسين المنصور, باسم عبد الأمير, ليلى السلمان                                                   |
| 2004        | مال وأحلام             | شيماء سبت, فاطمة الحوسني, ليلى السلمان, إبراهيم الحربي                                        |
| 2004        | دنيا القوي             | مشاري البلام, يعقوب عبد الله, زينب العسكري, شجون الهاجري                                      |
| 2007        | تاكسي تحت الطلب        | أحمد السلمان, إلهام الفضالة, محمد الصيرفي, خالد العجيرب, أحمد العونان                         |
| 2007        | همس الحراير            | جاسم النبهان, باسم عبد الأمير, حسين المنصور, أمل العوضي, عبير أحمد                            |
| 2008        | البارونات              | عبد الله عبد العزيز, عبد العزيز الجاسم, جاسم النبهان, مشعل الجاسر, باسم عبد الأمير            |
| 2008        | مسك وعنبر              | عبد العزيز المسلم, هبة الدري, عبد الله الباروني, سلمى سالم, مرام                              |
| 2009        | رسائل من صدف           | جاسم النبهان، محمد الصيرفي، مشعل الجاسر، لمياء طارق, سلمى سالم, أميرة محمد                    |
| 2009        | الحب الكبير            | أحمد السلمان, إبراهيم الحربي, بدرية أحمد, شجون الهاجري, بثينة الرئيسي                         |
| 2009        | السجينة                | باسمة حمادة, عبد الله بهمن, شهاب جوهر, نواف النجم, أمل عبد الكريم                             |
| 2009        | امرأة وأخرى            | عبد العزيز جاسم, فاطمة عبد الرحيم, أحمد السلمان, مشاري البلام, يعقوب عبد الله                 |
| 2010        | أيام الفرج             | باسمة حمادة, مريم حسين, نادية العاصي, طارق الكندري, غدير صفر                                  |
| 2010        | رصاصة رحمة             | عبد العزيز الجاسم, إبراهيم الحربي, إلهام الفضالة, مشعل الجاسر, باسم عبد الأمير, لمياء طارق    |
| 2011        | بوكريم برقبته سبع حريم | شجون الهاجري, هبة الدري, بثينة الرئيسي, ليلى السلمان, أسامة المزيعل                           |
| 2011        | جفنات العنب            | جاسم النبهان, ليلى السلمان, ابتسام العطاوي, مشعل الجاسر, مروة محمد, سلمى سالم                 |
| 2012        | عبرات وحنين            | جاسم النبهان, ليلى السلمان, رامي العبد الله, أميرة محمد, منى البلوشي                          |
| 2012        | امرأة تبحث عن المغفرة  | إبراهيم الحربي, زهرة عرفات, أحمد العونان, فوز الشطي, مروة محمد, سلمى سالم                     |
| 2012        | مجموعة إنسان           | أحمد السلمان, باسم عبد الأمير, شجون الهاجري, عبير أحمد, هبة الدري, عبد الله بهمن, منى البلوشي |

### في المسرح
| سنة الإنتاج | المسرحية      | بمشاركة                                  |
| ----------- | ------------- | ---------------------------------------- |
| 2002        | قناص خيطان    | أحمد السلمان, محمد الصيرفي, نواف النجم   |
| 1999        | سنطرون ينطرون | جاسم النبهان, خالد أمين, رامي العبد الله |

## روابط خارجية
- سعد كنعان على موقع قاعدة بيانات الأفلام العربية